# Parafia św. Marii Magdaleny w Radomsku
Parafia św. Marii Magdaleny w Radomsku – parafia rzymskokatolicka w dekanacie Radomsko – Najświętszego Serca Pana Jezusa, archidiecezji częstochowskiej.
Została utworzona w 1957 roku.
Kościół parafialny posiada murowane prezbiterium i zakrystię do niej przylegającą – zabudowane prawdopodobnie w XVI wieku, oraz drewnianą nawę, konstrukcji zrębowej, z takąż kruchtą od zachodu dobudowane w 1789 roku. Staraniem i kosztem miejscowego proboszcza i biskupa sufragana gnieźnieńskiego Ignacego Kozierowskiego na miejscu pierwotnej nawy, po której pozostał fragment ściany tęczowej. Mieści się przy ulicy Marii Konopnickiej.

## Grupy parafialne
Parafialna Rada Duszpasterska – 12 osób, Akcja Katolicka – 24, Katolickie Stowarzyszenie Młodzieży – 30, Duszpasterstwo Akademickie, Ruch „Domowy Kościół”, Żywy Różaniec – 5 róż